# 饗庭站
饗庭站（日语：／ Aiba eki */?）是位於滋賀縣高島郡新旭町大字旭（現時：高島市新旭町旭），江若鐵道的鐵路車站（廢站）。

## 歷史
在1931年（昭和6年）1月，江若鐵道安曇至近江今津之間開通，此站啟用。在計劃建設鐵路線之際，此站計劃建設在新儀站和近江今津站的中間位置。後來由於土地問題，此站設置於兩站中間靠近新儀站一方的位置。原本該區間預定在1930年（昭和5年）8月尾開通，但是由於建設此站需要時間而延遲開通。
由於饗庭站的位置關係，使該站與近江今津站之間的距離較遠。使鐵路開通後不久便設置了北饗庭站。
江若鐵道在1969年（昭和44年）10月31日結束營業，車站在翌日11月1日廢除。

### 年表
- 1931年（昭和6年）1月1日：安曇站至近江今津站之間開業，此站啟用。當時車站位於高島郡饗庭村（日语：饗庭村）[5][6]。
- 1969年（昭和44年）11月1日：車站被廢除[5]。

## 車站構造
饗庭站內設有客運和貨運業務（一般車站）。站內設有1面1線的單式月台、貨物側線和貨運月台。當初此站設有1面2線的島式月台，當時可進行列車交會。後來把交會設備撤去。
在晩年，此站成為委託車站。

## 使用狀況
以下為開業起數年之間的一年上下車人次和貨物起卸量：
| 一年客量和貨物起卸量： | 一年客量和貨物起卸量： | 一年客量和貨物起卸量： | 一年客量和貨物起卸量： | 一年客量和貨物起卸量： | 一年客量和貨物起卸量： |
| 年                     | 旅客                   | 旅客                   | 貨物                   | 貨物                   | 參考資料               |
| 年                     | 乘車                   | 下車                   | 發送                   | 到達                   | 參考資料               |
| ---------------------- | ---------------------- | ---------------------- | ---------------------- | ---------------------- | ---------------------- |
| 1931年                 | 17,578人               | 17,608人               | 1,616公噸              | 259公噸                | [ 11 ]                 |
| 1934年                 | 19,144人               | 19,121人               | 469公噸                | 493公噸                | [ 12 ]                 |
| 1935年                 | 21,580人               | 21,368人               | 707公噸                | 516公噸                | [ 13 ]                 |
| 1936年                 | 22,636人               | 22,171人               | 836公噸                | 644公噸                | [ 14 ]                 |

## 車站周邊
站前設有農協的事務所和倉庫。從周邊村落收獲的米會在此站運往其他地方。車站東邊設有帝釋天堂（田井帝釋天堂）。曾經在站內有一棵巨型松樹，該松樹被指定為滋賀縣的自然紀念物。但是在1934年（昭和9年）的室戶颱風吹襲後，該松樹已經崩塌，現時已經不存在。
在江若鐵道廢線後，此站附近的路軌遺址變成湖西線的用地。車站遺址變成空地。截至2015年，車站遺址附近還有倉庫。

## 相鄰車站
江若鐵道
江若鐵道線
新旭－饗庭－北饗庭

## 注腳
1. 1 2 3 4 5  江若鉄道の思い出，第110頁.
2. ↑  江若鉄道の思い出，第108頁.
3. ↑  江若鉄道の思い出，第114頁.
4. ↑  江若鉄道の思い出，第124頁.
5. 1 2 3  今尾 2008，第31–32頁.
6. ↑  「地方鉄道運輸開始」《官報》1931年3月9日（國立國會圖書館數碼化資料）
7. 1 2 3  竹内 1967.
8. 1 2  寺田 2010，第10頁.
9. ↑  レイル，第85頁.
10. 1 2 3  寺田 2010，第15頁.
11. ↑  《滋賀縣統計全書》昭和6年版（國立國會圖書館數碼化資料）
12. ↑  《滋賀縣統計全書》昭和9年版（國立國會圖書館數碼化資料）
13. ↑  《滋賀縣統計全書》昭和10年版（國立國會圖書館數碼化資料）
14. ↑  《滋賀縣統計全書》昭和11年版（國立國會圖書館數碼化資料）
15. 1 2 3  江若鉄道の思い出，第111頁.
16. ↑  江若鉄道の思い出，第112頁.

## 相關項目
- 日本鐵路車站列表 A